# Terry Taylor (giocatore di football americano)
Terry Lee Taylor (Warren, 18 luglio 1961) è un ex giocatore di football americano statunitense che ha giocato nel ruolo di cornerback nella National Football League (NFL). Fu scelto nel corso del primo giro (22º assoluto) del Draft NFL 1984 dai Seattle Seahawks. Al college giocò a football alla Southern Illinois University.

## Carriera professionistica
Taylor fu scelto nel corso del primo giro del Draft 1984 dai Seattle Seahawks. Nella sua stagione da rookie disputò tutte le 16 partite facendo registrare 3 intercetti. Rimase a Seattle per cinque stagioni con un massimo di 5 intercetti nel 1988. Successivamente passò ai Detroit Lions con cui in tre stagioni disputò 28 partite con 5 intercetti. Nel 1992 passò ai Cleveland Browns per due stagioni prima di chiudere la carriera tornando ai Seahawks nel 1994 e giocando l'ultima stagione con gli Atlanta Falcons nel 1995.

## Vittorie e premi
Nessuno

## Statistiche
| Partite totali    | 151 |
| Intercetti        | 25  |
| Fumble recuperati | 5   |